# Allmendingen bei Bern
Allmendingen bei Bern – gmina (niem. Einwohnergemeinde) w Szwajcarii, w kantonie Berno, w regionie administracyjnym Bern-Mittelland, w okręgu Bern-Mittelland.
Gmina po raz pierwszy została wspomniana w dokumentach w 1256 roku jako Alwandigen.
Na terenie gminy znajduje się zamek Allmendingen.

## Demografia
W Allmendingen bei Bern mieszka 579 osób. W 2020 roku 6,9% populacji gminy stanowiły osoby urodzone poza Szwajcarią.
W 2000 roku 95,2% populacji mówiło w języku niemieckim, a 1,4% w języku angielskim lub francuskim.
Zmiany w liczbie ludności są przedstawione na poniższym wykresie:

## Transport
Przez teren gminy przebiega autostrada A6 oraz droga główna nr 6.